# Kanadische Unterhauswahl 1926
- Prog: 11
- UF: 12
- Lib: 116
- Unabh.: 3
- Kons: 91
- Sonst.: 12

Die 16. kanadische Unterhauswahl (englisch 16th Canadian General Election, französisch 16e élection fédérale canadienne) fand am 14. September 1926 statt. Gewählt wurden 245 Abgeordnete des kanadischen Unterhauses (engl. House of Commons, frz. Chambre des Communes). Die Wahl folgte auf die King-Byng-Affäre, als der Generalgouverneur sich geweigert hatte, auf Wunsch des liberalen Premierministers das Parlament aufzulösen und die anschließend von ihm eingesetzte konservative Regierung nach nur drei Monaten gestürzt wurde.

## Die Wahl
Bei der Unterhauswahl 1925 hatte die Liberale Partei von Premierminister William Lyon Mackenzie King weniger Sitze gewonnen als die Konservative Partei von Arthur Meighen. King war jedoch zum Weiterregieren entschlossen und sicherte sich die Unterstützung der Progressiven Partei, wodurch er im Unterhaus eine Mehrheit hinter sich hatte.
Die informelle Koalition zerbrach nach einem Bestechungsskandal und King ersuchte Generalgouverneur Julian Byng um Auflösung des Parlaments. Byng weigerte sich, diesem Wunsch nachzukommen und betraute Meighen mit der Bildung einer neuen Regierung. Meighens Regierung scheiterte nach nur drei Monaten an einem Misstrauensvotum, woraufhin Byng doch das Parlament auflöste und eine vorgezogene Neuwahl ansetzte. Obwohl die Liberalen weniger Stimmen als die Konservativen erhielten, gewannen sie mehr Sitze.
Ein Wahlbündnis der Liberalen mit progressiven und liberal-progressiven Kandidaten verzerrte die Ergebnisse zum Teil massiv. So erzielten die Konservativen in der Provinz Manitoba knapp 40 % aller Stimmen, gewannen aber keinen einzigen Sitz. Grund dafür war, dass nur in drei Wahlkreisen Kandidaten aus drei politischen Lagern gegeneinander antraten. In den übrigen 13 Wahlkreisen sahen sich die Konservativen lediglich mit jenem Kandidaten konfrontiert, dem die höchsten Siegeschancen prognostiziert wurden. Die übrigen Parteien verzichteten auf eine Kandidatur, so dass die Gegnerschaft des konservativen Kandidaten nicht zersplittert wurde.
Die Wahlbeteiligung betrug 67,7 %.

## Ergebnisse

### Gesamtergebnis

Übersicht der Provinzen und Territorien

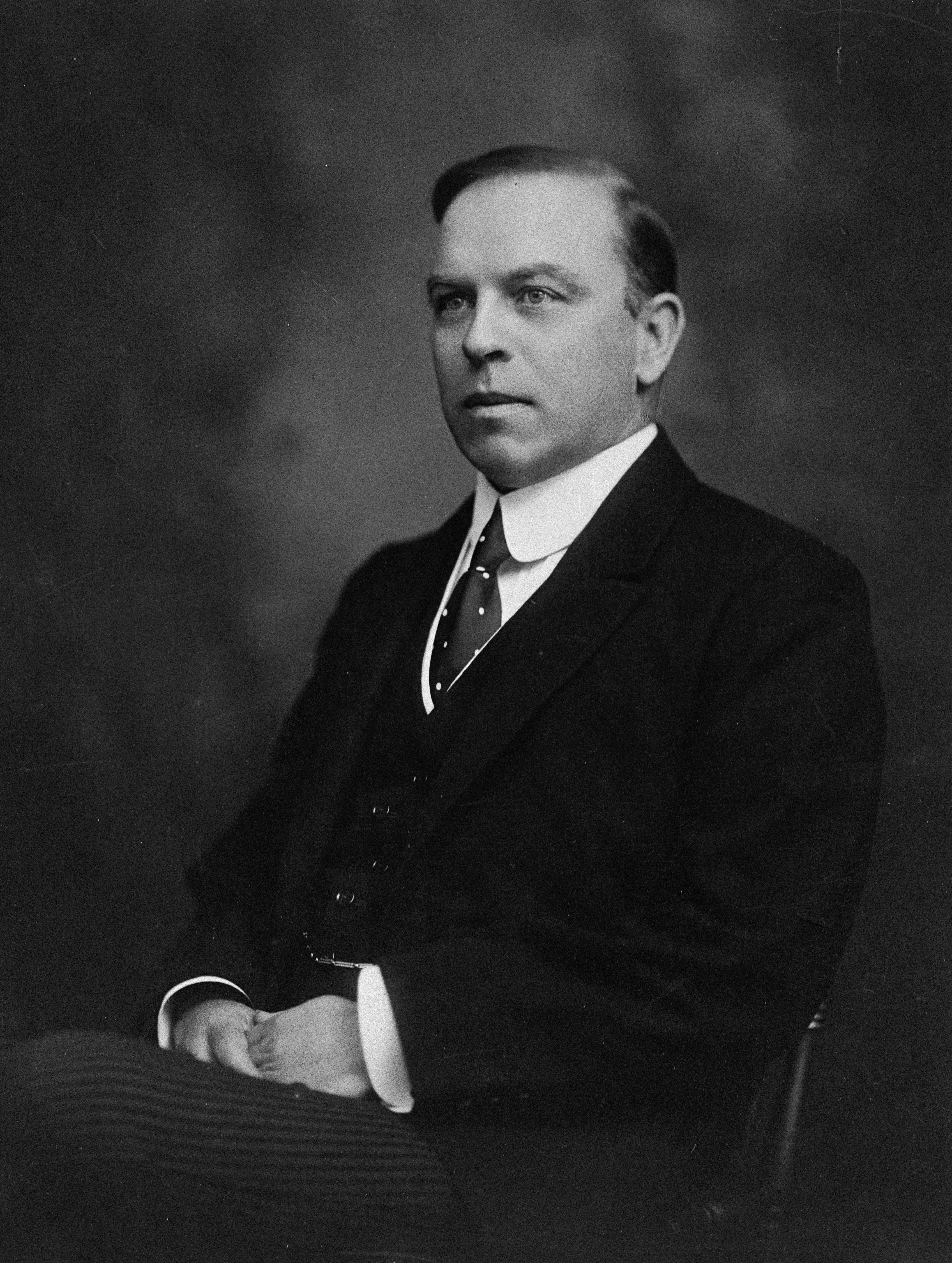
William L. M. King

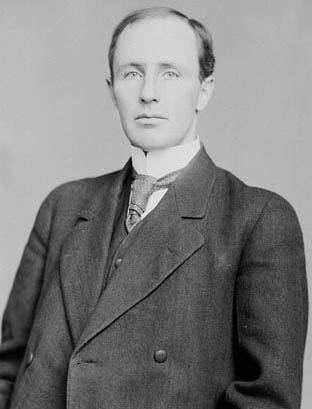
Arthur Meighen

| Partei | Partei                    | Vorsitzender                | Kandi- daten | Sitze 1925 | Sitze 1926 | +/−  | Stimmen   | Wähler- anteil | +/−      |
| ------ | ------------------------- | --------------------------- | ------------ | ---------- | ---------- | ---- | --------- | -------------- | -------- |
|        | Liberale Partei           | William Lyon Mackenzie King | 203          | 100        | 116        | + 16 | 1.397.031 | 42,90 %        | + 3,16 % |
|        | Konservative Partei       | Arthur Meighen              | 232          | 115        | 091        | − 24 | 1.476.834 | 45,35 %        | − 0,78 % |
|        | Progressive Partei        |                             | 028          | 022        | 011        | − 11 | 128.080   | 3,93 %         | − 4,52 % |
|        | United Farmers of Alberta |                             | 012          | 002        | 011        | + 09 | 60.740    | 1,87 %         | + 1,61 % |
|        | Liberal-Progressive       | Robert Forke                | 012          |            | 008        | + 08 | 63.144    | 1,94 %         | + 1,84 % |
|        | Labour Party              |                             | 018          | 002        | 004        | + 02 | 55.561    | 1,71 %         | − 0,10 % |
|        | Unabhängige               |                             | 010          | 002        | 002        |      | 25.821    | 0,79 %         | + 0,28 % |
|        | Unabhängige Liberale      |                             | 005          | 001        | 001        |      | 18.627    | 0,57 %         | − 0,42 % |
|        | United Farmers of Ontario |                             | 001          |            | 001        | + 01 | 6.909     | 0,21 %         | + 0,21 % |
|        | Unabhängige Konservative  |                             | 003          | 001        |            | − 01 | 10.164    | 0,31 %         | − 0,22 % |
|        | Progressiv-Konservative   |                             | 002          |            |            |      | 7.088     | 0,22 %         | + 0,18 % |
|        | Liberal-Labour            |                             | 001          |            |            |      | 4.187     | 0,13 %         | + 0,13 % |
|        | Labour-Farmer             |                             | 001          |            |            |      | 1.441     | 0,04 %         | − 0,11 % |
|        | Sozialistische Partei     |                             | 001          |            |            |      | 672       | 0,02 %         | − 0,04 % |
|        | Protektionisten           |                             | 001          |            |            |      | 129       | 0,01 %         | + 0,01 % |
| Gesamt | Gesamt                    | Gesamt                      | 530          | 245        | 245        |      | 3.256.508 | 100,0 %        |          |

### Ergebnis nach Provinzen und Territorien
| Partei      | Partei                    | Partei      | BC   | AB   | SK   | MB   | ON   | QC    | NB   | NS   | PE   | YK   | Gesamt |
| ----------- | ------------------------- | ----------- | ---- | ---- | ---- | ---- | ---- | ----- | ---- | ---- | ---- | ---- | ------ |
|             | Liberale Partei           | Sitze       | 1    | 3    | 16   | 4    | 24   | 59    | 4    | 2    | 3    |      | 116    |
|             | Liberale Partei           | Anteil in % | 37,0 | 24,5 | 51,3 | 18,4 | 35,3 | 61,3  | 46,1 | 43,5 | 52,7 | 44,1 | 42,8   |
|             | Konservative Partei       | Sitze       | 12   | 1    |      |      | 53   | 4     | 7    | 12   | 1    | 1    | 91     |
|             | Konservative Partei       | Anteil in % | 54,2 | 31,5 | 27,5 | 39,7 | 54,9 | 34,0  | 53,9 | 53,7 | 47,3 | 55,9 | 45,4   |
|             | Progressive Partei        | Sitze       |      |      | 4    | 4    | 3    |       |      |      |      |      | 11     |
|             | Progressive Partei        | Anteil in % |      |      | 17,9 | 11,2 | 5,1  |       |      |      |      |      | 3,9    |
|             | United Farmers of Alberta | Sitze       |      | 11   |      |      |      |       |      |      |      |      | 11     |
|             | United Farmers of Alberta | Anteil in % |      | 38,7 |      |      |      |       |      |      |      |      | 1,9    |
|             | Liberal-Progressive       | Sitze       |      |      | 1    | 7    |      |       |      |      |      |      | 8      |
|             | Liberal-Progressive       | Anteil in % |      |      | 3,2  | 19,5 | 1,4  |       |      |      |      |      | 1,9    |
|             | Labour Party              | Sitze       |      | 1    |      | 2    | 1    |       |      |      |      |      | 4      |
|             | Labour Party              | Anteil in % | 6,4  | 4,3  |      | 8,7  | 1,1  |       |      | 2,8  |      |      | 1,7    |
|             | Unabhängige               | Anteil      | 1    |      |      |      |      | 1     |      |      |      |      | 2      |
|             | Unabhängige               | Anteil in % | 2,3  | 0,1  |      |      | 0,5  | 1,9   |      |      |      |      | 0,8    |
|             | Unabhängige Liberale      | Sitze       |      |      |      |      |      | 1     |      |      |      |      | 1      |
|             | Unabhängige Liberale      | Anteil in % |      |      |      |      |      | 2,3   |      |      |      |      | 0,6    |
|             | United Farmers of Ontario | Sitze       |      |      |      |      | 1    |       |      |      |      |      | 1      |
|             | United Farmers of Ontario | Anteil in % |      |      |      |      | 0,6  |       |      |      |      |      | 0,2    |
|             | Unabhängige Konservative  | Anteil in % |      |      |      |      | 0,8  | 0,1   |      |      |      |      | 0,3    |
|             | Progressiv-Konservative   | Anteil in % |      |      |      | 2,5  |      | 0,3   |      |      |      |      | 0,2    |
|             | Liberal-Labour            | Anteil in % |      |      |      |      | 0,3  |       |      |      |      |      | 0,1    |
|             | Labour-Farmer             | Anteil in % |      | 0,9  |      |      |      |       |      |      |      |      | < 0,1  |
|             | Sozialistische Partei     | Anteil in % |      |      |      |      |      | 0,1   |      |      |      |      | < 0,1  |
|             | Protektionisten           | Anteil in % |      |      |      |      |      | < 0,1 |      |      |      |      | < 0,1  |
| Sitze total | Sitze total               | Sitze total | 14   | 16   | 21   | 17   | 82   | 65    | 11   | 14   | 4    | 1    | 245    |